# Fortalesa Bjni
La fortalesa Bjni nomenada també castell de Bjni (en armeni: Բջնի Բերդ), és una estructura medieval situada propera al poble de Bjni a la província de Kotaik d'Armènia. S'assenta en les parets del congost del riu Hrazdan, els murs de la fortalesa únicament poden ser vists pel costat occidental del llogaret. Les ruïnes de l'edifici es troben a 1.504 metres sobre el nivell del mar.

## Història
La fortalesa va ser construïda entre els segles ix i x per la família real Pahlavuni pertanyent a la dinastia Bagratuní. El comandant de Bjni, Vasaces Holum Pahlavuni va reconstruir la fortalesa el 1020. Mateu d'Edessa, historiador armeni del segle xii va escriure en la part primera de la seva "Crònica" que cobreix l'última part del segle X i principis del segle xi, les invasions de soldats mercedarios turcs de Daylamis a Bjni l'any 1021 quan van ser a assaltar i saquejar pobles i ciutats. En aquest període, el governant de Delumk (Daylamis) reuneix les tropes i inesperadament, va aconseguir el barri armeni de Nig, prop de la fortalesa de Bjni, Vasaces, el comandant en cap dels armenis, amb el seu estimat fill Gregory i amb altres nobles il·lustres, estava feliç al seu castell. Vasaces mirava el camí pedregós, i va veure, un home que s'apropava a tot córrer pel camí a peu. En veure-ho, va dir Vasaces: «Aquest home és portador de males notícies». L'home va arribar a les portes de la fortalesa de Bjni i va dir: «Tot el districte de Nig ha estat esclavitzat!».
Vasaces i els seus homes es van enfuriar i van perseguir a les forces enemigues en la batalla que es va lliurar prop del riu Kasagh matant a 300 d'ells i provocant que la resta fugís. Després esgotat pel combat, Vasaces es va allunyar per trobar un lloc per descansar en una muntanya anomenada Serkevelo. Un dels vilatans que havia fugit de l'escena, va veure al comandant dormit, ho va copejar fort i ho va llançar per una de les altes roques matant-ho.
Durant els anys 1387 i 1388 el conqueridor Tamerlà va destruir el poble de Bjni i possiblement el castell també. En els manuscrits de Tomás de Metsoph de finals del segle xiv i principi de segle xv, va deixar un relat de les invasions de Tamerlà on s'indica que: «Tamerlà va arribar al país de Araratean i Karbi i al país de Kotaik. Va assetjar la fortalesa de Bjni, la va prendre i va matar el bisbe de la terra, senyor Vanakan, que era un home savi, misericordiós i bondadós amb tots els pobres, A més, va turmentar a tota la multitud dels creients amb la gana, l'espasa, l'esclavitació i amb tortures insuportables; va ser el comportament més bestial que es va realitzar en el districte més poblat d'Armènia, quedant deshabitat. Moltes persones van ser martiritzades, i eren dignes de la corona; [Que] solament es coneix a Aquell que els rep, Crist nostre Déu. Es pot coronar a ells en el dia que el ramat dels justs siguin recompensats. Amén.»

## Descripció
Algunes parts dels murs de la fortificació exterior en Bjni han sobreviscut i ressegueixen els costats del penya-segat. En l'altiplà, hi ha seccions de merlets que romanen en condició relativament pobra. Es poden observar rastres dels fonaments d'estructures, que s'indiquen mitjançant depressions en el sòl en diverses àrees. També existeix la base de pedra d'una església del segle v, una estructura medieval que es manté parcialment en peus -en l'actualitat reconstruïda a partir de 2009-, dues cisternes una amb les restes de la volta intacta, i un passatge cobert que conduïa al riu en el cas de setge.

## Galeria

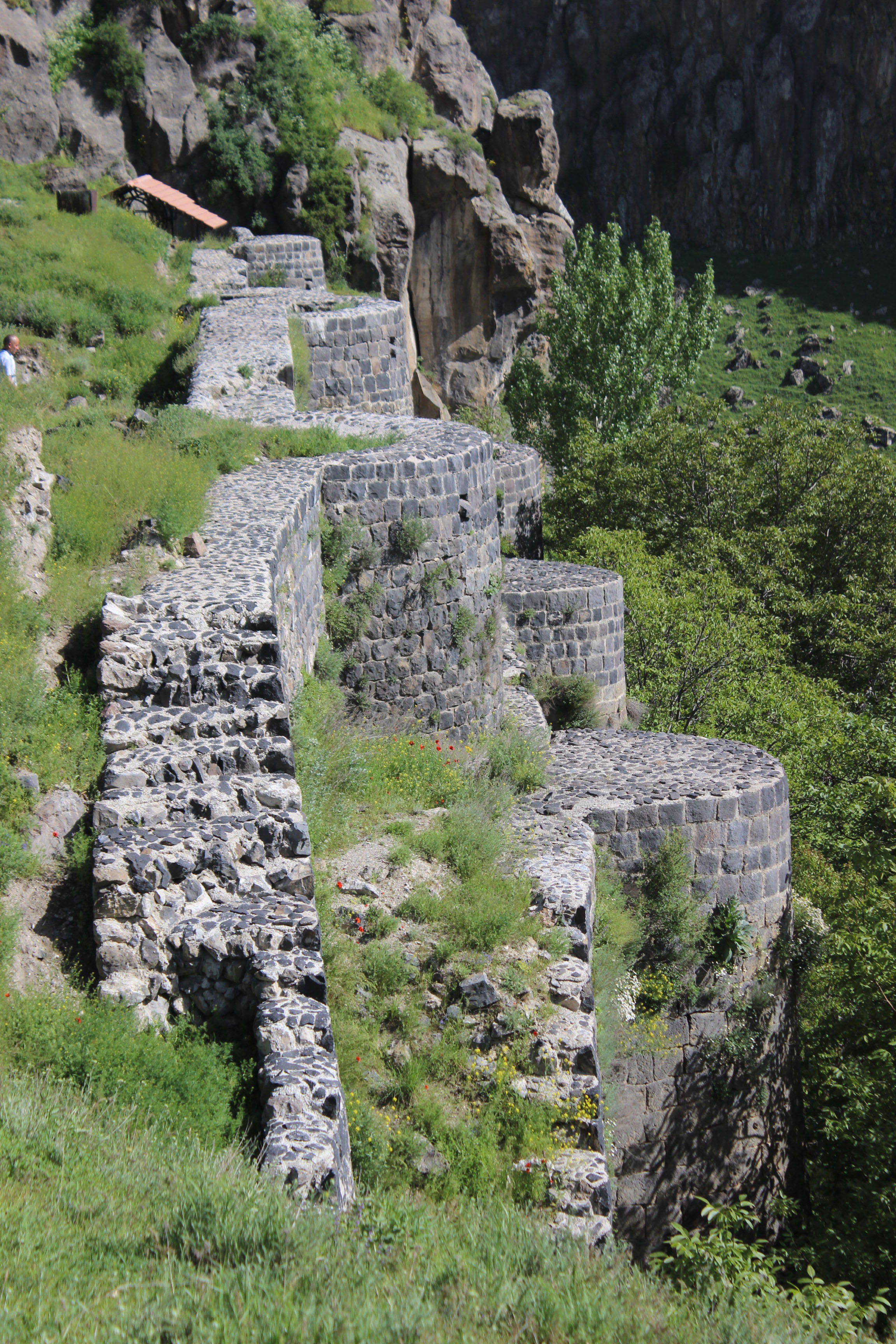
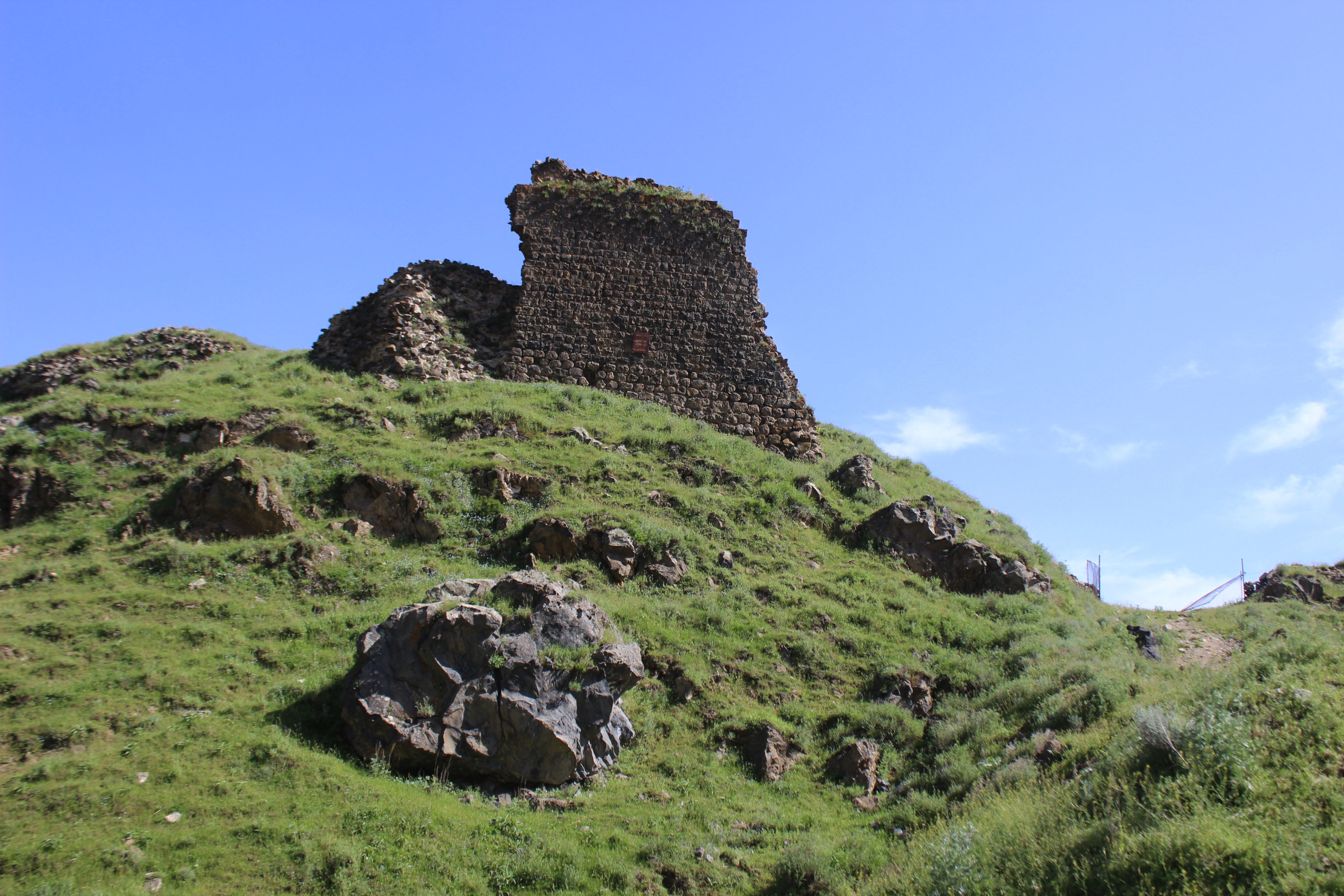
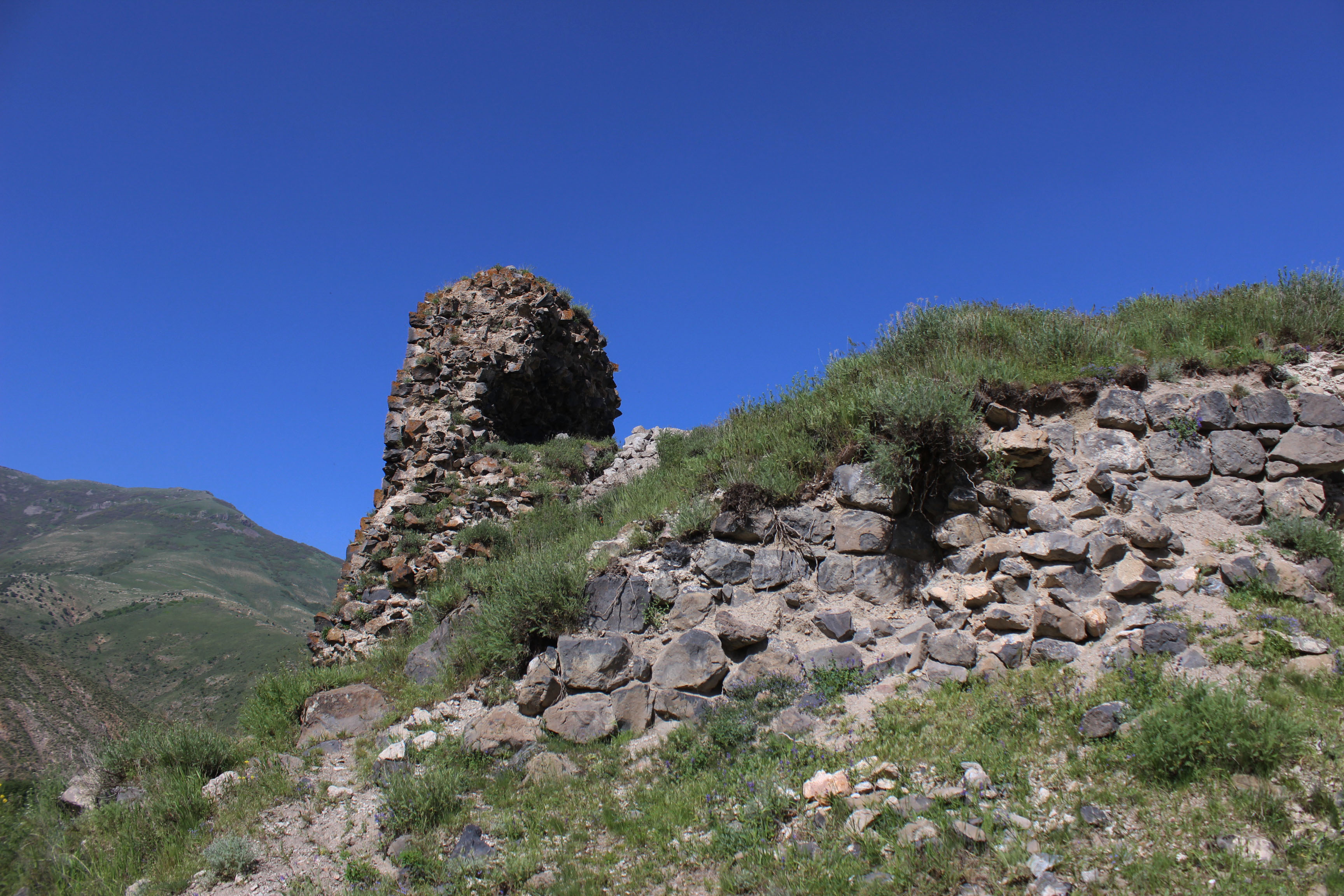
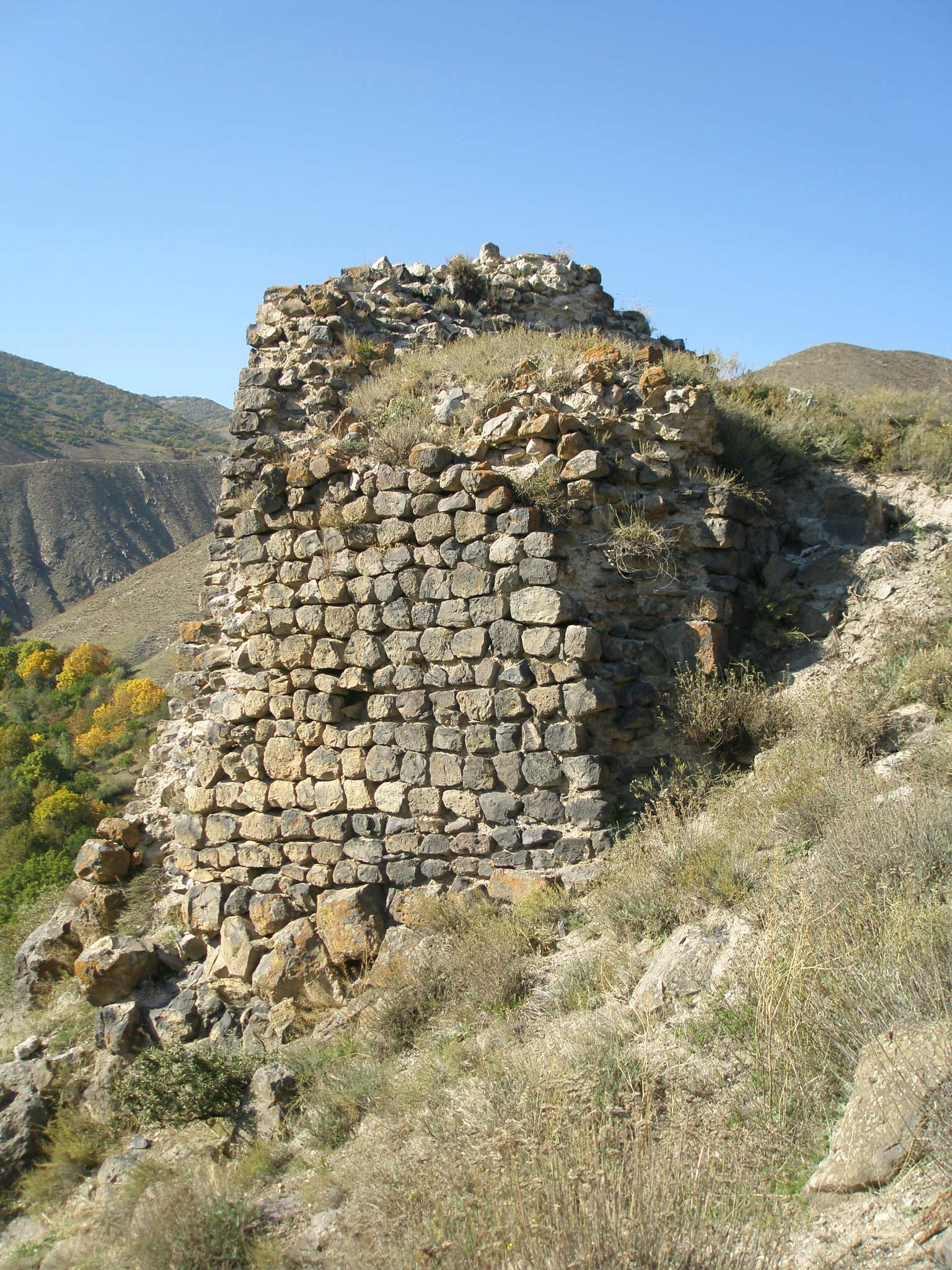